# 小行星3975
小行星3975（英語：3975 Verdi）是一颗围绕太阳公转的小行星。1982年10月19日，佛蒙特·伯根在陶腾堡发现了此天体。
这颗小行星的绝对星等为248.62580等。